# Indukcyjność rozproszenia

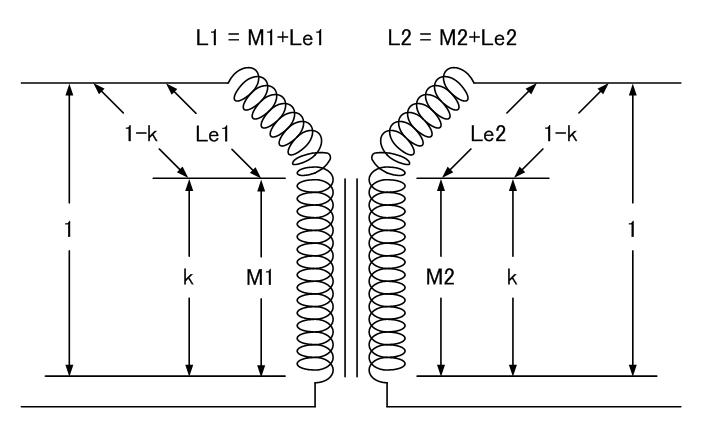
Indukcyjności rozproszenia w transformatorze - L_{e1} i L_{e2}

Indukcyjność rozproszenia – w układzie dwóch cewek, jest dla każdej z nich indukcyjnością odpowiadającej tej części jej strumienia magnetycznego, który nie przechodzi przez drugą z nich. Na ogół indukcyjności rozproszenia obu cewek są różne, tak jak indukcyjności pochodzące od całego strumienia.
Rozróżnia się dwa pojęcie indukcyjności rozproszenia:
- dla poszczególnych cewek (równoważne indukcyjności włączonej szeregowo z daną cewką)
- dla transformatora zbudowanego z tych cewek, dla którego określa się np. "indukcyjność rozproszenia widziana od strony uzwojenia 1". Ta ostatnia jest indukcyjnością, jaką miałoby uzwojenie 1, gdyby uzwojenie 2 miało zerowy opór i zostało zwarte. Do indukcyjności rozproszenia transformatora dają wkład indukcyjności rozproszenia obu uzwojeń.

Magnetic flux of the transformer

Dla cewek o indukcyjnościach L1 i L2 i indukcyjności wzajemnej M indukcyjności rozproszenia transformatora widziane od strony każdej z nich są dane wzorami:
{\displaystyle L_{1r}=L_{1}-{\frac {M^{2}}{L_{2}}},L_{2r}=L_{2}-{\frac {M^{2}}{L_{1}}}}
Zwykle w transformatorze większość strumienia magnetycznego jednej cewki przechodzi przez drugą (wyjątkiem są np. transformatory w filtrach w radioodbiorniku) - wtedy indukcyjności rozproszenia dają się obliczyć łatwiej i dokładniej, niż indukcyjność wzajemna i są bardziej dogodne; jeśli tylko mała część strumienia jednej cewki przechodzi przez drugą, bardziej dogodne jest pojęcie indukcyjności wzajemnej.
W zwykłym transformatorze indukcyjność rozproszenia jest niepożądana - powoduje spadek napięcia na uzwojeniu wtórnym; jest jednak użyteczna, jeśli zachodzi potrzeba ograniczenia prądu zwarcia, np. w transformatorze spawalniczym, który powinien być odporny na zwarcie.